# Raphael Sbarge
Raphael Sbarge (Nueva York; 12 de febrero de 1964) es un actor estadounidense.

## Primeros años
Sbarge nació en Nueva York. Su madre, Jeanne (Button), era diseñadora de vestuario, y su padre, Stephen Arnold Sbarge, era un artista, escritor y director de escena que nombró a su hijo por el artista de Renacimiento Rafael Sanzio. Sbarge comenzó su carrera a los cinco años en Plaza Sésamo.

## Carrera

### Teatro
Sbarge hizo su debut en el escenario en la producción de Joseph Papp, en Enrique IV, parte 1. Al año siguiente, hizo su debut en circuito de Broadway junto a Faye Dunaway en la obra The Curse of an Aching Heart. Otros créditos incluyen Hamlet, Ah, Wilderness!, Espectros, The Twilight of the Gods, The Shadow Box y Voices in the Dark.

### Cine
Las películas incluyen: Risky Business, Vision Quest, My Man Adam, My Science Project, Carnosaur, The Hidden II, Babes in Toyland, Independence Day, BASEketball, Message in a Bottle, Pearl Harbor y Home Room.

### Televisión
Sbarge apareció en varias series de televisión y películas de televisión, incluyendo Un tranvía llamado Deseo con Ann-Margret en 1984, Billionaire Boys Club, Cracked Up con Edward Asner y Prison for Children en 1987, Back to Hannibak: The Return of Tom Swayer y Huckleberry Finn en 1990; Murder 101 con Pierce Brosnan y Final Verdict con Treat Williams en 1991; Breast Men con Chris Cooper y Quicksilver Highway con Christopher Lloyd en 1997; y Introducing Dorothy Dandridge con Halle Berry en 1999. Tuvo papeles recurrentes en cinco episodios de Star Trek: Voyager en 1996, y en los primeros cuatro episodios de la sexta temporada de 24. Desde 2001 hasta 2004, Sbarge fue un miembro regular de The Guardian, protagonizada por Simon Baker. Estuvo en un episodio de Six Feet Under. En 2007, apareció en un episodio de Journeyman. En 2010, estuvo en la serie Dexter. Hizo una aparición en la tercera temporada de Nip/Tuck. En 2012, hizo una aparición en un episodio de Criminal Minds como un asesino. También estuvo en Law and Order: Special Victims Unit en 2010. Hizo una aparición en Prison Break. También apareció en Charmed como Brent Miller y en Burn Notice como Pete Jackman.
Tuvo un papel recurrente como Howard Aucker en The Young and the Restless. Estuvo en la serie Better Days como Brian McGuire. En 2011, Sbarge apareció en la serie Once Upon a Time, interpretando a Archie Hopper, un terapeuta, y a Pepito Grillo de Pinocho. En 2013, interpretó a Larry Hermann en la serie Chicago Fire.

## Filmografía

### Televisión
| Año/s      | Serie                                        | Personaje                            | Episodios                                                                   |
| ---------- | -------------------------------------------- | ------------------------------------ | --------------------------------------------------------------------------- |
| 2020       | Fear the Walking Dead                        | Ed                                   | 1 episodio Anexo:Episodios de Fear the Walking Dead, Damage From the Inside |
| 2012       | Better Call Saul                             | Mr. McGill                           | 1 episodio                                                                  |
| 2016       | Elementary                                   | Richard Davenport                    | 1 episodio                                                                  |
| 2016       | NCIS: Los Ángeles                            | Leo Chadmont                         | 1 episodio                                                                  |
| 2015       | iZombie                                      | Richard DePalma                      | 1 episodio                                                                  |
| 2015       | Hawai 5.0                                    | Sam Alexander                        | 1 episodio                                                                  |
| 2015       | Stalker                                      | Drew                                 | 1 episodio                                                                  |
| 2014–2016  | Murder in the First                          | David Molk                           | 32 episodios                                                                |
| 2014       | Lantern City                                 | Kendal Kornick                       | indefinidos                                                                 |
| 2014       | Scorpion                                     | Paulson                              | 1 episodio                                                                  |
| 2013       | Necessary Roughness                          | Carl Weber                           | 2 episodios                                                                 |
| 2013       | Perception                                   | Jerry Brockner                       | 1 episodio                                                                  |
| 2013       | Castle                                       | Dr. Darrell Meeks                    | 1 episodio                                                                  |
| 2013       | Chicago Fire                                 | Larry Herrmann                       | 1 episodio                                                                  |
| 2013       | Monday Mornings                              | Mr. Cooper                           | 1 episodio                                                                  |
| 2013       | The Good Wife                                | Mr. Jaffer                           | 1 episodio                                                                  |
| 2012       | Criminal Minds                               | Carl Finster                         | 1 episodio                                                                  |
| 2011–2018  | Once Upon a Time                             | Pepe Grillo / Dr. Archie Hopper      | 46 episodios                                                                |
| 2011       | Drop Dead Diva                               | Donny Gobson                         | 1 episodio                                                                  |
| 2011       | No Ordinary Family                           | Detective O'Bannon                   | 1 episodio                                                                  |
| 2011       | Criminal Minds: Suspect Behavior             | Davis Scofield                       | 1 episodio                                                                  |
| 2011       | Detroit 187                                  | Marcus Willer                        | 1 episodio                                                                  |
| 2011       | Law & Order: Los Angeles                     | Dennis Ackroyd                       | 1 episodio                                                                  |
| 2010, 2017 | Law & Order: Special Victims Unit            | Abogado Harold Timmons/Wayne Hankett | 2 episodios                                                                 |
| 2010–2011  | The Secret Life of the American Teenager     | Dave                                 | 2 episodios                                                                 |
| 2010       | Burn Notice                                  | Pete Jackman                         | 1 episodio                                                                  |
| 2010       | NCIS: Naval Criminal Investigative Service   | Rupert Kritzer                       | 1 episodio                                                                  |
| 2010       | Dexter                                       | Jim McCourt                          | 3 episodios                                                                 |
| 2010       | The Defenders                                | Walter                               | 1 episodio                                                                  |
| 2010       | Rizzoli & Isles                              | Mr. Davis                            | 1 episodio                                                                  |
| 2010       | Lie to me                                    | Prosser                              | 1 episodio                                                                  |
| 2010       | Medium                                       | Josh Berryman                        | 1 episodio                                                                  |
| 2009       | Heroes                                       | Sheriff Werner                       | 1 episodio                                                                  |
| 2009       | The mentalist                                | Hollis Dunninger                     | 1 episodio                                                                  |
| 2009       | Hawthorne                                    | Doug Gache                           | 1 episodio                                                                  |
| 2009       | Dollhouse                                    | Richard                              | 1 episodio                                                                  |
| 2009       | The Young and the Restless                   | Agent Aucker                         | 6 episodios                                                                 |
| 2009       | Eleventh Hour                                | Dr. Matthew Kaplan                   | 1 episodio                                                                  |
| 2009       | Big Love                                     | Rob O'Hare                           | 1 episodio                                                                  |
| 2008–2009  | Prison Break                                 | Ralph Becker                         | 6 episodios                                                                 |
| 2008       | Ghost Whisperer                              | Larry Jones                          | 1 episodio                                                                  |
| 2008       | Gemini Division                              | Cpl. Ryder                           | indefinido                                                                  |
| 2008       | Shark                                        | Christopher Hoffs                    | 1 episodio                                                                  |
| 2007       | Journeyman                                   | Aeden Bennett                        | 2 episodios                                                                 |
| 2007       | Bones                                        | Doug Doyley                          | 1 episodio                                                                  |
| 2007       | Cold Case                                    | Henry Raymes                         | 1 episodio                                                                  |
| 2007       | Grey's Anatomy                               | Paul                                 | 2 episodios                                                                 |
| 2007       | Eyes                                         | Sam Salomon                          | 1 episodio                                                                  |
| 2007       | 24                                           | Ray Wallace                          | 4 episodios                                                                 |
| 2007       | Random! Cartoons                             | Willy                                | 1 episodio                                                                  |
| 2006       | CSI: Miami                                   | Larry Fremont                        | 1 episodio                                                                  |
| 2006       | The Closer                                   | Derek Draper                         | 1 episodio                                                                  |
| 2006       | Avatar: The Last Airbender                   | Professor Zei/Voces adicionales      | 1 episodio                                                                  |
| 2006       | Justice League Unlimited                     | Boston Brand                         | 1 episodio                                                                  |
| 2005       | Nip/Tuck                                     | Silas Prine                          | 1 episodio                                                                  |
| 2005       | Numb3rs                                      | Malcolm Galway                       | 1 episodio                                                                  |
| 2005       | Threshold                                    | Richard Tate                         | 1 episodio                                                                  |
| 2005       | Just Legal                                   | Ross                                 | 2 episodios                                                                 |
| 2005       | Inconceivable                                | Bob Brewer                           | 1 episodio                                                                  |
| 2005       | CSI: New York                                | Abogado del distrito                 | 2 episodios                                                                 |
| 2005       | ER                                           | Mr. Kirkendall                       | 2 episodios                                                                 |
| 2004, 2010 | CSI: Las Vegas                               | Donald Fiore/Aaron Laner             | 2 episodios                                                                 |
| 2004       | Without a Trace                              | Leo Cota                             | 1 episodio                                                                  |
| 2004       | Crossing Jordan                              | Phil                                 | 1 episodio                                                                  |
| 2001–2004  | The Guardian                                 | Jake Straka                          | 67 episodios                                                                |
| 2001       | Six Feet Under                               | Padre Clark                          | 1 episodio                                                                  |
| 2000       | Diagnosis Murder                             | Dr. Heart                            | 1 episodio                                                                  |
| 2000       | Hollywood Off-Ramp                           | Reparto episódico                    | 1 episodio                                                                  |
| 2000       | Judging Amy                                  | Paul Brody                           | 1 episodio                                                                  |
| 2000       | Ally McBeal                                  | Abogado                              | 1 episodio                                                                  |
| 1999–2000  | Profiler                                     | Danny Burke                          | 4 episodios                                                                 |
| 1999       | Roughnecks: The Starship Troopers Chronicles | Lieutenant Bernstein                 | 1 episodio                                                                  |
| 1999       | Charmed                                      | Brent Miller                         | 1 episodio                                                                  |
| 1999       | Rescue 77                                    | Reparto                              | 1 episodio                                                                  |
| 1999       | Nash Bridges                                 | Jim Edwards                          | 1 episodio                                                                  |
| 1999       | Vengeance Unlimited                          | Steve Bazini                         | 1 episodio                                                                  |
| 1999       | Will & Grace                                 | Alex                                 | 1 episodio                                                                  |
| 1997       | Dharma & Greg                                | Agente Gerson                        | 1 episodio                                                                  |
| 1997       | The Parent 'Hood                             | Douglas                              | 1 episodio                                                                  |
| 1997       | Viper                                        | Timothy Ramsay                       | 1 episodio                                                                  |
| 1997       | Party of Five                                | Paul Archer                          | 1 episodio                                                                  |
| 1996       | Dark Skies                                   | Mark Simonson                        | 1 episodio                                                                  |
| 1996       | NYPD Blue                                    | Fred                                 | 1 episodio                                                                  |
| 1996       | Pretender                                    | Jeffrey Baytos                       | 1 episodio                                                                  |
| 1996       | 7th Heaven                                   | Steve                                | 1 episodio                                                                  |
| 1996–1997  | Star Trek: Voyager                           | Michael Jonas                        | 6 episodios                                                                 |
| 1995       | Nowhere Man                                  | Dr. Moen                             | 1 episodio                                                                  |
| 1995       | Seaquest DSV                                 | Avatar                               | 1 episodio                                                                  |
| 1993       | Sirens                                       | Jeremy Beecher                       | 1 episodio                                                                  |
| 1993       | L.A. Law                                     | Anthony Marciante                    | 1 episodio                                                                  |
| 1992       | Civil Wars                                   | Anthony Jecker                       | 1 episodio                                                                  |
| 1992       | Sisters                                      | Jim Atwater                          | 1 episodio                                                                  |
| 1990, 1995 | Murder, She Wrote                            | Peter Franklin/Stephen Thurlow       | 3 episodios                                                                 |
| 1990       | Monsters                                     | Alex                                 | 1 episodio                                                                  |
| 1990       | Quantum Leap                                 | Will                                 | 1 episodio                                                                  |
| 1988       | The Cosby Show                               | Mr. Jenkins                          | 1 episodio                                                                  |
| 1987       | Werewolf                                     | Theodore 'Ted' Nichols               | 1 episodio                                                                  |
| 1986       | Better Days                                  | Brian McGuire                        | 11 episodios                                                                |
| 1984       | Lottery!                                     | Reparto                              | 1 episodio                                                                  |